# Tore Eikeland
Tore Eikeland (Osterøy, 18 mei 1990 – Utøya, 22 juli 2011) was een Noors politicus van de Arbeiderspartij. Hij was de leider van de AUF (de jeugdbeweging van de partij) in Hordaland en kwam om tijdens de aanslagen in Noorwegen op 22 juli 2011.
Eikeland werd door premier Jens Stoltenberg genoemd tijdens de herdenkingsdienst in de kathedraal van Oslo en door hem beschreven als een van de meest getalenteerde jonge politici van de Arbeiderspartij, die grote indruk maakte tijdens het landelijke congres van de partij.